# Teatro Bom Jesus
O Teatro Bom Jesus é um teatro brasileiro. Está localizado dentro do Colégio Bom Jesus, na Rua 24 de Maio, 135, no centro de Curitiba, Paraná.

## História
O teatro foi inaugurado em 1975. Em 1996 passou por uma reforma e em abril de 2011 foi finalizada outra que restaurou todo o local. Ela durou dez meses. Também foram implantadas inovações tecnológicas e adaptações para portadores de necessidades especiais. De 1975 até 2011 já foram apresentadas no Teatro Bom Jesus mais de duas mil peças. Em 2012 foi apresentado no local o vigésimo primeiro Festival de Teatro de Curitiba. O teatro foi palco de quatro peças do Festival: Nem Um Dia se Passa Sem Notícias Suas, Palácio do Fim, O Libertino e Júlia.
Na comemoração dos quarenta anos do local (2015) foram homenageados cinco funcionários do local, dentre eles o secretário especial do Governo Estadual do Paraná, Flávio Arns, que é sobrinho de Frei João Crisóstomo Arns, que por vários anos se responsabilizou pela Associação Franciscana de Ensino Senhor Bom Jesus (AFESBJ), além da construção do Teatro Bom Jesus.

## Logações externas
- [www.teatrobomjesus.com.br «Sítio oficial»] Verifique valor |url= (ajuda)